# Даме Хаджикочов
Даме Христов Хаджикочов или Хаджикочев (изписване до 1945 година: Даме хаджи Кочовъ) е български революционер, деец на Вътрешната македоно-одринска революционна организация.

## Биография
Роден е около 1873 година в централномакедонския град Прилеп, което тогава е в Османската империя. Влиза във ВМОРО в 1898 година, заклет от свещеник Георги Шивачев. Първоначално работи като легален деец, след което става тетористи на организация и накрая началник на тетористичната група в Прилеп. Влиза в Прилепския околийски революционен комитет като съветник и касиер в 1901 година През април 1902 година, след смъртта на Методи Патчев и избухването на Кадиноселската афера, е арестуван и осъден на доживотен затвор. Лежи две години, след което успява да избяга от затвора. Става нелегален и влиза в чета с още 32 души. След амнистия се легализира и отново е избран за член на Прилепския революционен комитет. След залавянето на архивата на войводата Тане Николов в Топлица, Хаджикочов бяга и става четник в четата на Мирче Свекяров. Заминава за Свободна България, след което се връща в Македония с четата на Кръстьо Гермов – Шакир.
При избухването на Балканската война в 1912 година е доброволец в Македоно-одринското опълчение на Българската армия и служи в четата на Кръстьо Гермов и в 12-а лозенградска дружина. Сражава се при Султантепе и Калиманци. Участва в Първата световна война като войник от 1-а рота на 59-и пехотен полк на 11-а дивизия. Сражава се при Дойран и Беласица.
През 1941 година влиза в настоятелството на Илинденската организация в Прилепското дружество. На 24 февруари 1943 година, по време на българското управление във Вардарска Македония, като жител на Прилеп, Хаджикочов подава молба за народна пенсия, която е одобрена и отпусната от Министерския съвет на Царство България.